# Lê Xuân Hùng
Lê Xuân Hùng sinh năm 1991 tại Thanh Hóa (Việt Nam) là một cầu thủ bóng đá hiện đang thi đấu trong màu áo Đông Á Thanh Hóa tại V.league 1 ở vị trí tiền vệ cánh.